# Aérodrome de Sangarédi
L'aérodrome de Sangarédi est un aérodrome desservant Sangarédi en Guinée.